# René de Savoie
René de Savoie, dit le « Grand Bâtard de Savoie », né vers 1473 et mort le 31 mars 1525 à Pavie, fils légitimé du duc de Savoie Philippe II (1438-1497) est un noble savoyard, comte de Villars (1497) et de Tende (1501), à l'origine de la lignée des Savoie-Villars (ou Savoie-Tende), branche cadette de la maison de Savoie.
Particulièrement impopulaire à cause de ses exactions et de son autoritarisme, il est délégitimé en 1502-1503 du fait de la nouvelle épouse de Philibert II, Marguerite d'Autriche, fille de l'empereur Maximilien et tante de Charles Quint, il se réfugie en France et se met au service de Louis XII, puis de François Ier, fils de sa demi-sœur Louise de Savoie. Il meurt à la suite de la défaite subie par l'armée française à Pavie, lors de la sixième guerre d'Italie.

## Biographie

### Origines: un fils légitimé
René, fils naturel de Philippe II, duc de Savoie (1438-1497) et de Libéra Portoneri, semble être né durant l'année 1473,. 
Le généalogiste Samuel Guichenon considérait que sa mère était la seconde maîtresse du duc, Bonne de Romagne. Cette hypothèse a été reprise par d'autres auteurs à sa suite, comme le mémorialiste Louis de Rouvroy de Saint-Simon ou plus récemment l'historien Michel Germain.
Philippe II le légitime dans son testament en 1496. René de Savoie devient le cinquième prétendant au trône de Savoie après ses demi-frères Philibert, Charles, Louis et Philippe.
Sa légitimité est confirmée par Philibert, devenu duc de Savoie, en 1497, et de nouveau en 1499, par l'empereur Maximilien.

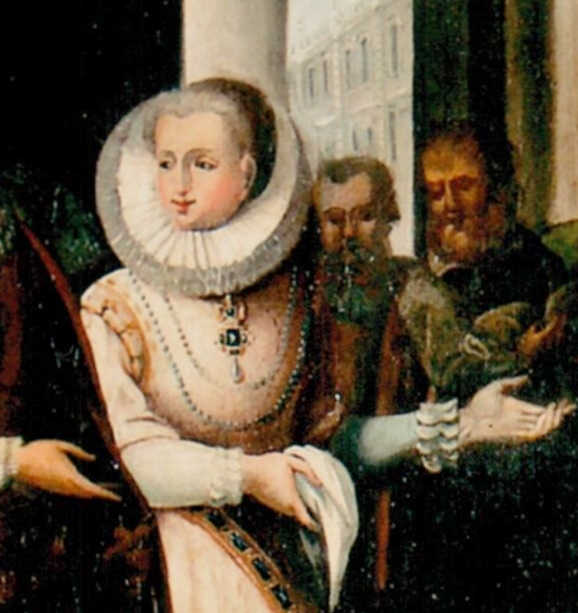
Détail d'un tableau représentant Anne Lascaris de Tende (anonyme du XVIIIe siècle).

### Premières fonctions dans le duché de Savoie et mariage
À l'occasion de sa légitimation, il reçoit en apanage la Bresse. 
En 1500, il reçoit la lieutenance général de Savoie, ainsi que le gouvernorat de Nice.
Le 28 janvier 1501, il épouse à Tende Anne Lascaris, héritière du comté de Tende,. 
Le comte de Tende cède à sa fille la plus grande partie de ses biens. Le contrat de mariage précise que René de Savoie doit prendre le nom et les armes des comtes de Tende.

### La rupture avec Philibert II
La position de René à la cour de Savoie n'est pas très ferme. Le Genevois François Bonivard (1493-1570), dans ses Chroniques de Genève, relate un échange entre son père, Louis Bonivard, et le duc Philibert II, à propos des pouvoirs dont dispose René :
« - Le duc : "Que te semble de Montjouvent [un seigneur de la cour] ? Va-t-il pas étriller faveau[pas clair] comme les autres ? »
« - Bonivard : " Monseigneur, nul n'en est cause sinon vous. Vous laissez toute l'autorité, crédit et maniement qui vous appartient, à votre frère. Vous merveilly-vous [vous étonnez-vous] si on le suit plutôt que vous ? Où est le miel, là tirent les mouches. »
« - Le duc : Ne te soucie, non durabit [cela ne durera pas] ! »
De fait, les choses changent après que Philibert s'est remarié en décembre 1501 avec Marguerite d'Autriche, fille de l'empereur Maximilien. Marguerite déteste René de Savoie et, en 1502, fait casser par son père la légitimation de René de Savoie. Marguerite d'Autriche, qui a une influence grandissante sur son mari, fait un procès à René de Savoie et obtient en 1503 de son mari de supprimer l'acte de légitimation qu'il avait accordé[pas clair]. 

### L'exil en France sous Louis XII
René se réfugie alors en France auprès de sa demi-sœur, Louise de Savoie, par mariage comtesse d'Angoulême, mère du futur roi de France François Ier (1494-1547). 
En Savoie, un procès est engagé contre lui au terme duquel l'ensemble de ses fiefs situés dans les États de Savoie sont confisqués. Le comté de Villars passe dans le douaire de Marguerite d'Autriche. Il ne lui reste plus que le comté de Tende, qui vient de la famille de son épouse. 
Philibert meurt en 1504, sans descendance, et est remplacé par son cadet Charles, qui devient Charles III de Savoie.
Il accuse alors Jacques de Bussy, seigneur d'Eyria, d'avoir fait empoisonner le duc Philibert II, au moyen de pommes de senteur empoisonnées, confectionnées à Lyon par un médecin piémontais. Ce médecin est torturé et avoue son crime.[pas clair]
À la mort du comte de Tende Jean-Antoine, en 1509, Anne Lascaris et lui reçoivent le 12 septembre l'hommage de leurs vassaux tendasques et de leurs autres fiefs de la rivière de Gênes et de Provence[pas clair].
Le 20 juillet 1510, René de Savoie rend hommage au roi de France Louis XII pour le comté de Tende.

### Au service de François Ier

#### La cinquième guerre d'Italie (1515-1516)
Le 11 février 1515, alors que François Ier vient de remplacer Louis XII, il obtient les charges de gouverneur et de grand sénéchal de Provence. 
Le roi de France, qui souhaite conquérir le duché de Milan en poursuivant les guerres d'Italie lancées par Charles VIII en 1494 et poursuivies par Louis XII, l'envoie comme ambassadeur auprès des cantons suisses. La campagne qui en résulte (cinquième guerre d'Italie) aboutit à la victoire de l'armée française lors de la bataille de Marignan (septembre 1515), à laquelle participe le comte de Tende.
François Ier le nomme grand maître de France, c'est-à-dire surintendant de la maison du roi, par lettres patentes du 31 octobre 1519, charges qu’il conservera jusqu’à sa mort. 

#### Expéditions navales (1520-1524)
Vers 1520, René de Savoie fait construire un grand navire, la Sainte Marie de Bonaventure, surnommée La Grande Maîtresse, qui sert de navire amiral d'une flotte qui part de Marseille le 24 août 1520 pour protéger les Hospitaliers contre une attaque des Turcs. Le navire est de retour à Marseille le 6 janvier 1521. Au cours de l'expédition, l'amiral Christophe de Chanoy est tué à Beyrouth. 
En mai 1522, elle fait partie de l'expédition commandée par René de Savoie, amiral, et Pedro de Navarre, lieutenant général, pour aider Gênes, pendant la sixième guerre d'Italie (1521-1525). 
En 1524, elle participe à la défense et à l'approvisionnement de Marseille, pendant le siège de la ville par le connétable de Bourbon, passé au service de Charles Quint en 1523.
René de Savoie loue La Grande Maîtresse 1 500 écus par mois à François Ier, entre le 28 juin 1524 et le 30 avril 1525.[pas clair]

#### La bataille de Pavie et ses suites
Lors de la bataille de Pavie (24 février 1525), un désastre pour l'armée française, il est blessé et capturé, comme le roi et nombre d'autres nobles. 
Il semble être mort de la suite de ses blessures, le 31 mars 1525, avant que son fils ait pu payer la rançon réclamée. 
Son corps est inhumé dans la chapelle Saint-Louis de l'église Sainte-Marie de Tende.
Louise de Savoie fait estimer le prix du navire La Grande Maîtresse, qui est acheté par François Ier à sa tante, la comtesse de Villars et de Tende, en août 1526.
Le 2 janvier 1562, Emmanuel-Philibert de Savoie (1528-1580), fils de Charles III et neveu de René, déclare par lettre patente que Claude de Savoie, comte de Tende, et ses descendants, pourront succéder aux États de Savoie, si la lignée directe vient à manquer, annulant ainsi les mesures de délégitimation de 1502-1503.

## Famille
Le 28 janvier 1501, il épouse Anne Lascaris, comtesse de Tende (1487-1554), fille de Jean-Antoine de Lascaris-Vintimille et d'Isabelle d' Anglure. 
De leur union naissent :
- Claude (1507-† 1569), comte de Tende, comte de Sommerive en 1561 et gouverneur de Provence de 1525 à 1566[11]. Marié une première fois avec Marie de Chabannes de la Palice vers 1515-1538, fille du maréchal Jacques II de Chabannes de La Palice ; ils ont notamment une fille, Renée, vers 1535-1587, mariée à Jacques d'Urfé, bailli du Forez, fils de Claude ; et un fils, Honoré Ier (1538-† 1572), comte de Tende, comte de Sommerive, qui meurt sans enfants et fait de son oncle Honorat II son héritier. Secondes noces avec Françoise de Foix-Candale, fille de Jean de Foix-Candale, comte de Gurson et de Fleix, et d'Anne, fille de Louis de Villeneuve, marquis de Trans ;
- Madeleine (vers 1510-† 1586), mariée en 1526[14] au connétable Anne de Montmorency (1493–† 1567) (Postérité) ;
- Marguerite († 1591), mariée à Antoine II de Luxembourg († 1557), comte de Brienne , fils d'Antoine (I) (Postérité) ;
- Honorat II (1511-1580), Ier marquis de Villars, hérite des comtés de Tende et de Sommerive à la mort de son neveu Honoré de Savoie, en 1572. Marié vers 1540 avec Jeanne-Françoise de Foix-Candale, vicomtesse de Castillon (son père, Alain de Foix-Candale, est le cousin germain de la Françoise ci-dessus nommée). Fait maréchal de France en 1571 et amiral en 1572.
- Isabelle ou Isabeau, mariée en 1527 à René de Bastarnay, fils de François et petit-fils d'Imbert, comte du Bouchage. Postérité : leur fille Marie épouse Guillaume de Joyeuse ; leur fille Gabrielle épouse Gaspard de La Châtre de Nançay.

## Armoiries
René de Savoie porte Écartelé : aux 1 et 4, de gueules, à la croix d'argent (Savoie); aux 2 et 3, contre-écartelé, a) et d) de gueules, à l'aigle bicéphale éployée d'or, b) et c) de gueules, au chef d'or (Lascaris) ; et une cotice d'azur (la barre de la batardise) posée en bande brochant sur les quatre quartiers.